# Pałac Dernałowiczów
Pałac Dernałowiczów – zabytkowy zespół pałacowy z chronionymi elementami z XVII, XIX i XX wieku, w Mińsku Mazowieckim. Składa się z pałacu i parku.

## Historia
Dwór ceglany z XVI w.
W XVI wieku w pobliżu miejscowości Sendomierz powstał murowany dwór z cegły o wątku gotyckim, którego pozostałości znajdują się w znacznych partiach dzisiejszego pałacu. Dwór ten miał plan wydłużonego prostokąta z być może czterema cylindrycznymi wieżami w narożach (odkryto pozostałości wieży pod alkierzem północno-wschodnim), posiadał piętro i podpiwniczenie o sklepieniach kolebkowych (zachowane do dzisiaj). Szerokość dworu odpowiadała szerokości dzisiejszego pałacu.
Pałac barokowy z XVII w.
Po roku 1602 Mińsk stał się własnością późniejszego wojewody podlaskiego Stanisława Warszyckiego, który przebudował dwór w barokowy pałac. Między innymi w tym czasie w miejscu wież zbudowano alkierze.
Pałac rokokowy w XVIII w.
W drugiej połowie XVIII wieku ponownie przebudowano pałac i wybudowano dwuarkadowe loggie w przyziemiu między alkierzami i ścianami szczytowymi. Z czasów tej przebudowy zachował się w sieni rokokowy kominek z piaskowca.
Pałac klasycystyczny z XIX w.
W latach 1825–1828 Stanisław Jezierski przebudował pałac w stylu klasycystycznym według projektu Henryka Marconiego. Od 1867 wokół pałacu rozwijany był park.
Po wojnie pałac niszczał, został odrestaurowany w 1980 roku i od tej pory służy za siedzibę Miejskiego Domu Kultury. Dawniej znajdowała się tu także Miejska Biblioteka Publiczna.

## Właściciele
Pałac nosi nazwisko swoich ostatnich właścicieli, rodziny Dernałowiczów.
- Stanisław Warszycki (XVII wiek, wojewoda, kasztelan) – twórca pałacu
- Wojciech Leon Opaliński (XVIII wiek)
- Borzęccy (1781)
- hr. Stanisław Jezierski (1807) – przebudowa w stylu klasycystycznym
- Doria - Dernałowiczowie (1870–1944) – utworzenie parku

## W kulturze
Za to w Mińsku nie popasał. Wjechawszy na rynek ujrzał dwór tak znaczny i piękny, jakiego dotąd po drodze nie spotkał: dworzanie w szumnej barwie; pół regimentu jeno piechoty, bo na konwokację zbrojno nie jeżdżono, ale tak strojnej, że i król szwedzki strojniejszej gwardii nie miał; pełno karet pozłocistych, wozów z makatami i kobiercami dla obijania karczem po drogach, wozów z kredensem i zapasami żywności; przy tym służba cała niemal cudzoziemska, tak że mało kto się zrozumiałym językiem w tej ciżbie odezwał.
Pan Wołodyjowski Henryka Sienkiewicza, rozdział 3. Opis dotyczy raczej czasów w których pisany był utwór (Dernałowiczowie, koniec XIX wieku) niż czasów akcji (1668–1673, upadek miasta po potopie szwedzkim).

## Galeria

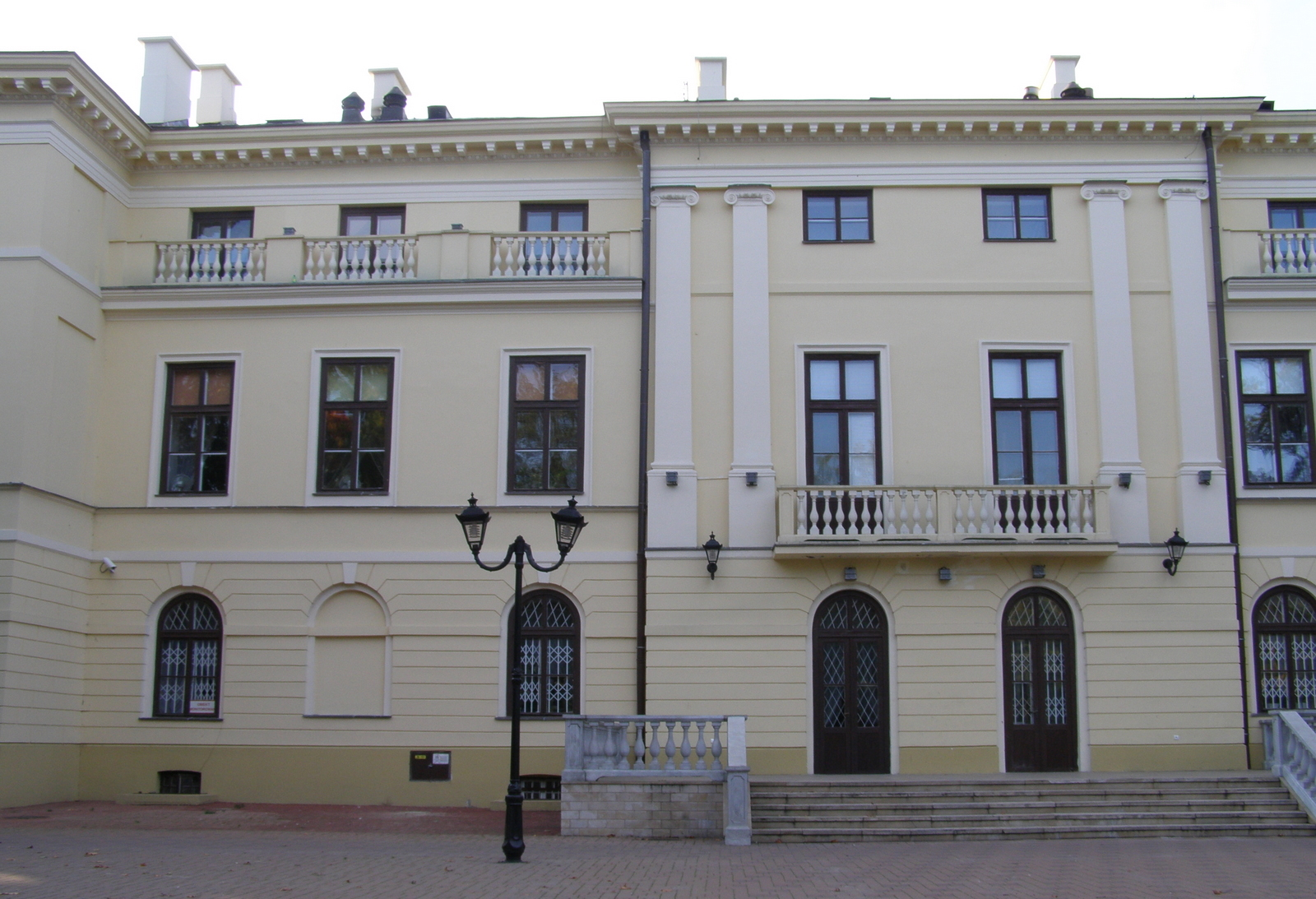
Z drugiej strony („amfiteatr”)
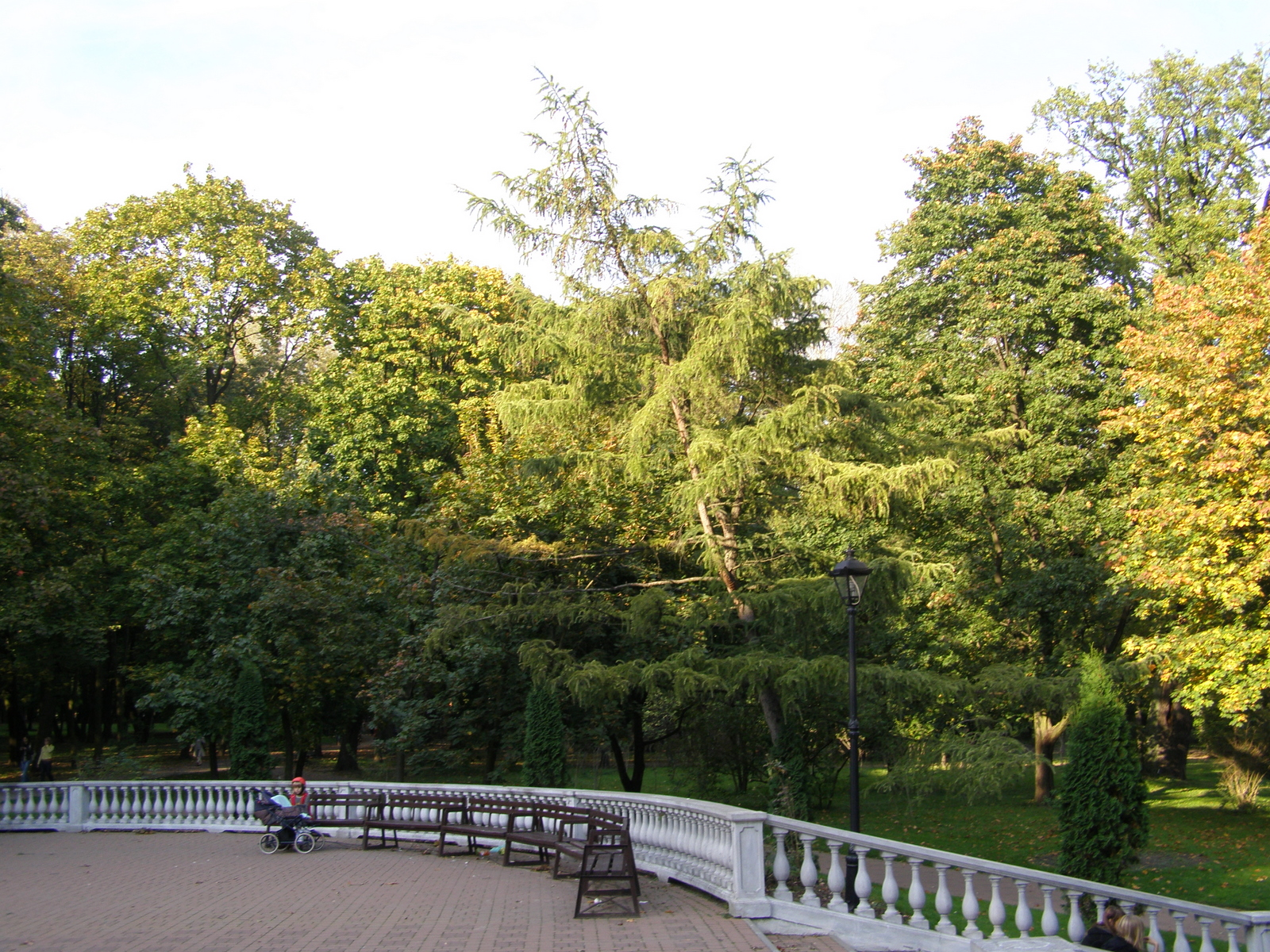
W otoczeniu parku
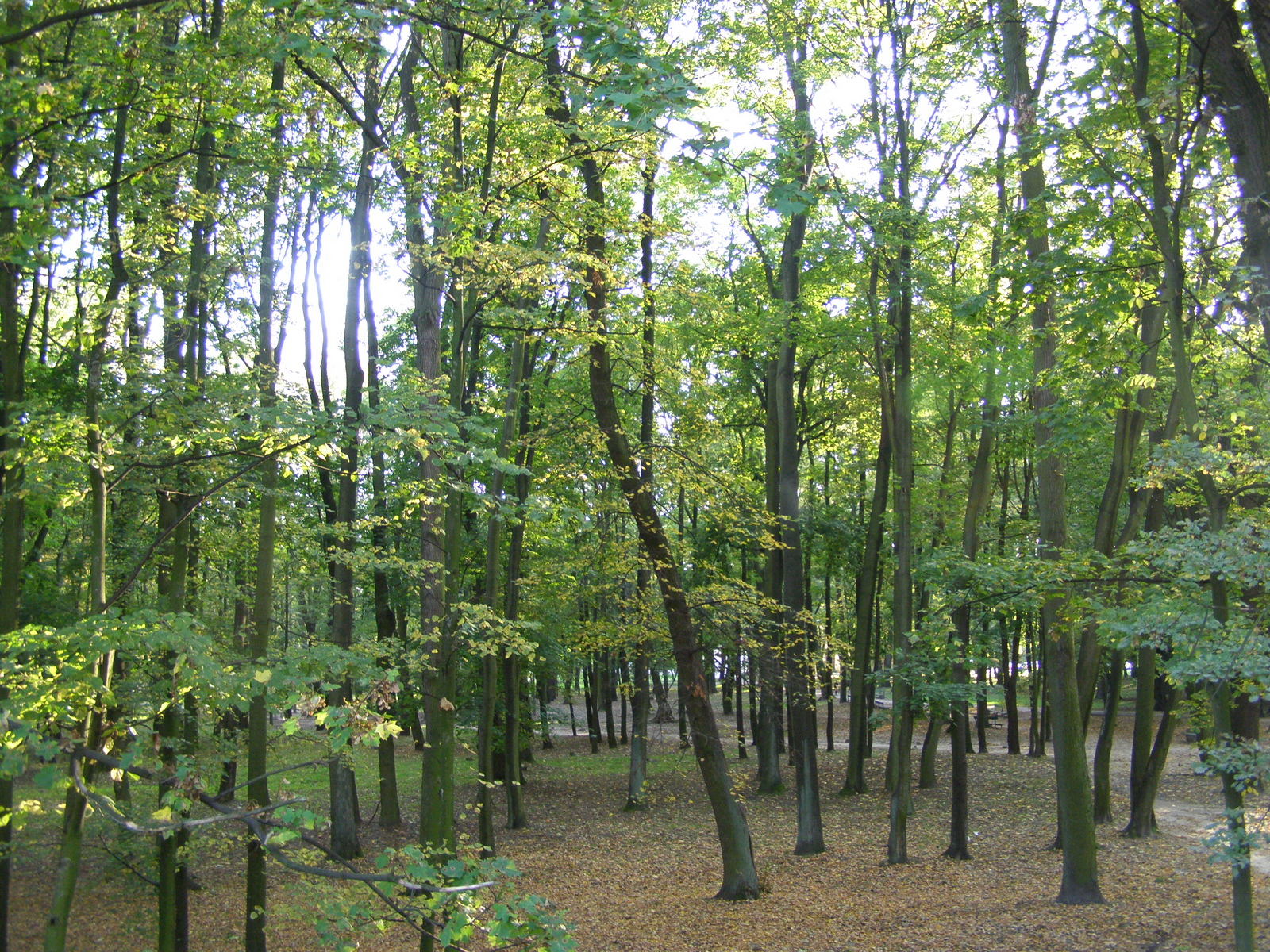
Park
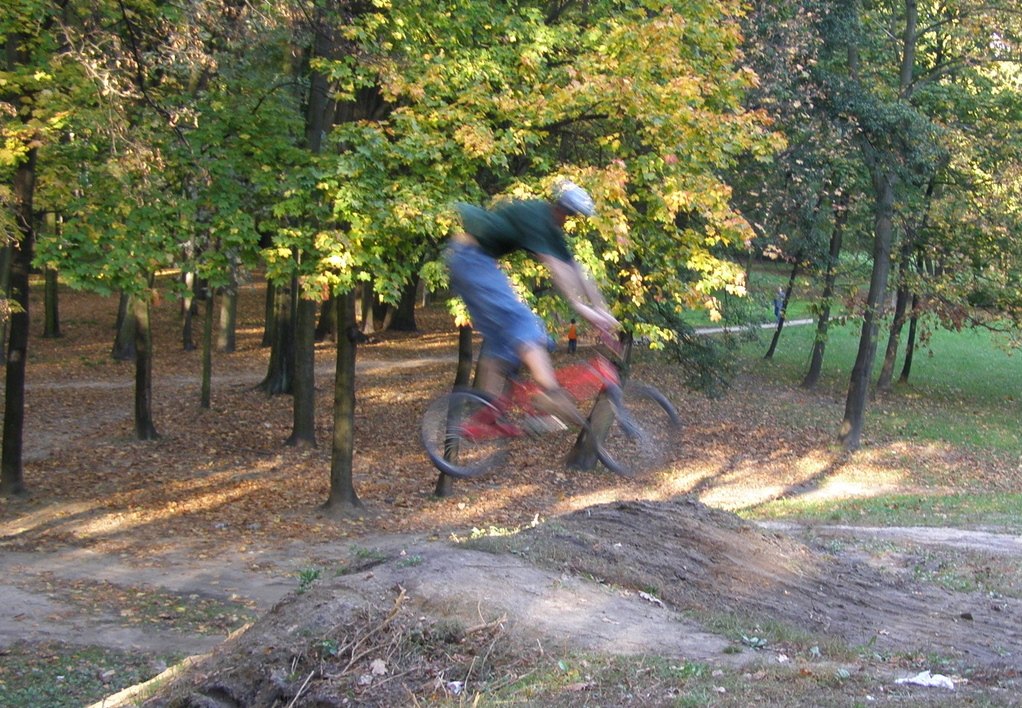
Nietypowe wykorzystanie parku – dirt jumping
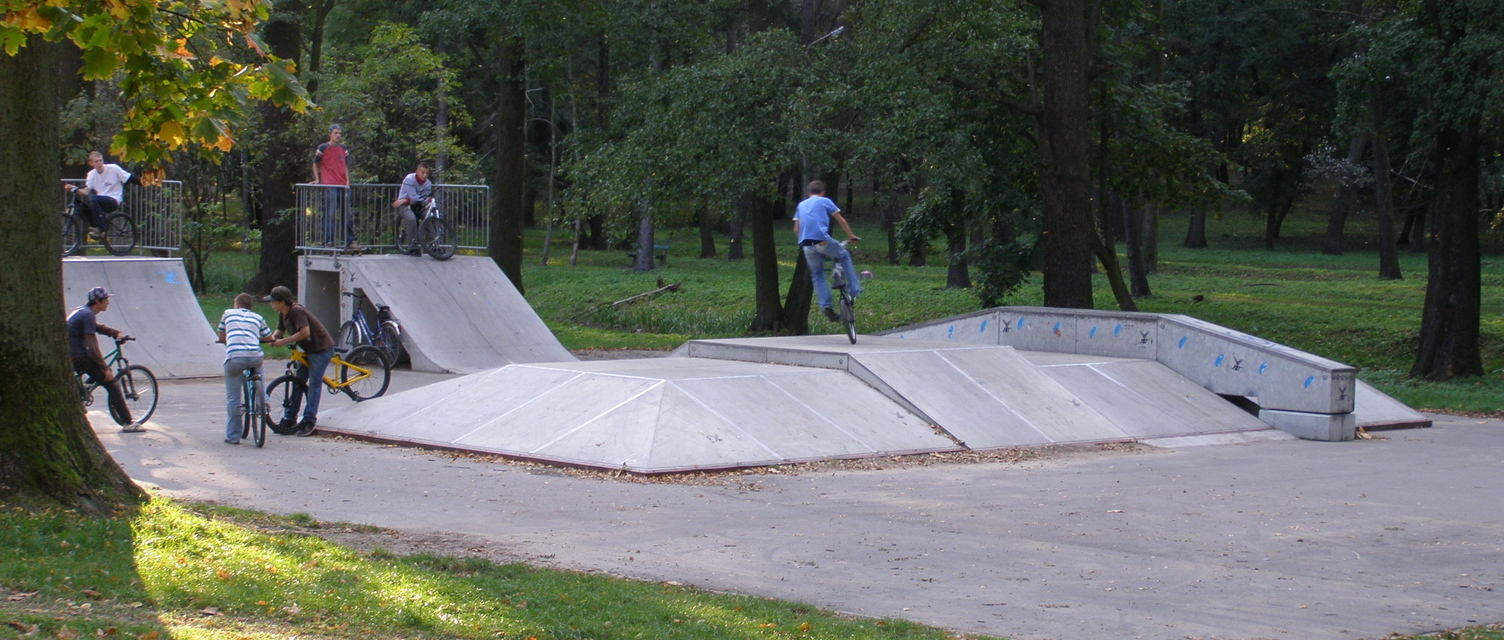
Nietypowe wykorzystanie parku – skatepark